# HadCRUT
HadCRUT（Hadley Centre/Climatic Research Unit Temperature（ハドレーセンターと気候研究ユニットによる気温）の略）とは、イギリス気象庁のハドレーセンターが計算する海水面の温度と、イースト・アングリア大学の気候研究ユニットが計算する陸地の地上の気温とを組み合わせて構築された、毎月の計器による気温の記録のデータセットである。
このデータは全世界をカバーする格子ごとに提供されているが、一部の格子では特定の月や年にしか気温の観測が行われておらず、データも提供されていない。観測されていない部分を埋めるための内挿は適用されていない。HadCRUTの初版では1881年から1993年までのデータが最初に提供されていたが、後に1850年からのデータが提供されるようになり、さらにほぼリアルタイムデータとして、直近の年や月のデータが定期的に更新されるようになっている。

## HadCRUT1
HadCRUT1はこのデータセットの初版であった。最初はHadCRUT1という名称はついていなかったが、後にこれより後の版と区別するために、HadCRUT1と呼ばれるようになった。1994年に最初に発表され、最初は1881年から1993年までのデータが提供されていたが、その後、1856年から2002年までのデータに拡張された。 HadCRUT1は最初は、2つの海水面温度のデータセット（1881年から1981年までのMOHSSTと1981年から1993年までのGISST）と、それ以前からあった気候研究ユニットの陸地の地上の気温のデータセットとを組み合わせたものであった。1995年に、陸地の地上の気温のデータセットが新しく発表されたCRUTEM1というデータセットに変更された。空間的な格子は緯度・経度ともに5°ずつの大きさであった。

## HadCRUT2
HadCRUT2はこのデータセットの2つ目の主要な版で、CRUTEM2という陸地の地上の気温のデータセットと、HadSSTという海水面温度のデータセットとを組み合わせたものであった。2003年に最初に発表され、当時は1856年から2001年のデータが提供されていたが、後に2005年のデータにまで拡張された。空間的な格子は緯度・経度ともに5°ずつの大きさであった。全世界の気温観測網でカバーしきれていない地域があるために生じる推定の不確かさも考慮されており、観測所の数が変化することにより生じる人工的な変動を取り除くための分散の調整を行った版となっていた。

## HadCRUT3
HadCRUT3はこのデータセットの3つ目の主要な版で、CRUTEM3という陸地の地上の気温のデータセットと、HadSST2という海水面温度のデータセットとを組み合わせたものであった。2006年に最初に発表され、当時は1850年から2005年のデータが提供されていたが、定期的な更新により2012年のデータにまで拡張された。空間的な格子は緯度・経度ともに5°ずつの大きさであった。この版では、計測時の不具合、計測機器の曝露やヒートアイランド現象に伴うデータの偏向、そして全世界の気温観測網でカバーしきれていない地域があるために生じる推定の不確かさを加味した、不確かさについてのより完全な統計モデルが採用された。

## HadCRUT4
HadCRUT4は、2012年3月に発表された。HadCRUT4では、陸地と海洋の両方において、新しくデジタル化されたデータを加え、新たに生じた海水面温度の偏向性の調整を行い、海水面温度の計測の不確かさを描写するためのより包括的なエラーモデルが採用された。全体では、HadCRUT4とHadCRUT3とを比較した正味の影響には、特に1950年ごろと1855年ごろでの平均気温の上昇（1925年ごろと2005年ごろでは上昇幅は小さい） が挙げられる Current HadCRUT4 Graph。

## 気候研究ユニットの気候データの歴史
気候研究ユニットは、世界のできる限り多くの部分の過去の気候の記録を、実現可能な限り遠い過去にまで遡り、容認できる程度に十分に詳細なデータを発表し、利用可能なデータの溝を埋めること、そして、地球の大気や地殻、植生に関与する研究の基本的な方法、相互作用、進化を、確立することを、HadCRUTの発表を始める前から目的としてきた。1970年代を通じ、ユニットは歴史的記録が書かれた文書の解釈について検討した。1978年から、ユニットは、世界各国の気象機関が提供する、計器による陸域の平均気温を格子ごとにまとめたデータセットの構築を始めた。1986年、海水温が最初の世界の平均気温の記録に合成され、直近の157年間に0.8 ℃近く、地球が温暖化したという、明確な変動が示された。1989年以降は、この仕事はイギリス気象庁のハドレーセンターと連携して続けられ、共同の研究でもやはり、直近の157年間に0.8 ℃近くの地球温暖化が発生したことが示されたのである。
気象観測所の気温の記録を入手することはしばしば、公式、または非公式の、学術目的の生データの使用制限の守秘義務の同意の上で行われた。1990年代以降、ユニットには様々な調整の影響を自力で確認することを望む人々から、測候所の気温に関するこのデータの請求が寄せられるようになった。そして、2005年に2000年情報自由法(FOIA)が発効してからは、この生データについて気候研究ユニットへの情報請求の自由が認められるようになった。2009年8月12日に、ユニットはこれらの制限の放棄に許可を求めることを明らかにした。同年11月24日に、イースト・アングリア大学は、ユニットの測候所気温データセットの95%が数年前からすでに利用可能であったことを明らかにした。同時に、許可が得られた際には改めて発表するとも言い残した。2011年7月27日に発表された決定では、英国個人情報保護監督機関(ICO)が、生データの公表の許可を認められなかったり、一度は拒否したりした場合でも、生データを公表することを要求したとのことであった。同日のユニットの発表では、気温の生データはFOIAの要求がカバーする地域の外にあったポーランドを除き、まだパブリックドメインの状態にはないとのことであった。